# FinFišer
FinFišer (engl. FinFisher), takođe poznat i pod imenom FinSpaj (engl. FinSpy), je program za nadgledanje računara i mobilnih uređaja, razvijen od strane nemačko-britanske firme "Gamma International GmbH" sa sedištem u Minhenu, koja je ujedno i član grupacije "Gamma Group"..
Grupaciji "Gamma Group", pored već navedene, pripadaju i firme: "Gamma International Ltd.", "Gamma TE Ltd." i "G2 Systems Ltd.". - sa sedištima u Velikoj Britaniji.
Jedan od najznačajnijih saradnika grupacije je i firma "Elaman GmbH".
Osnivač "Gamma Group"-a, pored Martin Johannes Münch-a sa udelom od 15%, je i Louthean John Alexander Nelson, sin osnivača grupacije "William Louthean Nelson", koji je i većinski vlasnik sa 85% udela.
Grupacija po podacima iz 2013. godine zapošljava 85 radnika.
Vrste kompjuterskih programa poput FinFišera se označavaju kao Trojanski konji, jer se u jednoj na izgled bezopasnoj "formi" unose u računar. Nemačka vlada podržava trgovinu i prodaju ovog programa, omogućujući izvoz "Nemačkih tehnologija za nadgledanje" uz pomoć Hermes cover-a, odnosno izvozno-kreditnih-garancija (engl. export credit guarantee).

## Odlike i funkcije programa
Paket programa obuhvata:
- FinSpaj (engl. FinSpy) - Kompjuterski program (Trojanski konj), koji omogućava pristup, predhodno inficiranom računaru, na daljinu. Program funkcioniše na svim operativnim sistemima koji se nalaze u široj upotrebi: Microsoft Windows, Mek OS X, Linuks/GNU.[6]
- FinFajrVajr (engl. FinFireWire) - Program koji omogućava da se, koristeći Fajrvajer i direktni pristup memoriji (engl. DMA) odslika kompletna primarna memorija (eng. core, main, primary memory) i omogući preuzimanje (engl. Download).[7]
- FinFlaj USB (engl. FinFly USB) - Instalacija programa se obavlja uz pomoć, predhodno za to pripremljenog, USB-Stika.[8]
- FinFlaj ISP (engl. FinFly ISP) - Program instaliran na nivou Provajdera, koji, između ostalog, ciljano, i trenutno inficira podatke u toku njihovog preuzimanja (Download-a).[9]

Uz kupljeni paket programa u ponudi je i obuka za korišćenje programa pod imenom Fin-Trening (engl. FinTraining).
Jedan od mnogih u Nemačkoj, koji označavaju prodaju Gama-Programa kao aktivnu podršku "kršenju ljudskih prava“ je i Andy Müller-Maguhn. 

## Kritike

### Prodaja programa totalitarnim režimima
Iako "Gamma International GmbH" prodaju programa totalitarnim režimima često negira,The Wall Street Journal je 2011. godine uspeo da dođe do dokumenata egipatskog ministarstva unutrašnjih poslova, čija tema je bila petomesečna upotreba programskog paketa "Gamma International"-a. U istoj dokumentaciji su takođe obrađene teme: „Uspešno hakovanje ličnih Skajp-Naloga“ kao i „Snimanje razgovora i video-razgovora preko interneta“. - uz pomoć pomenutog paketa programa.
U dokumentaciji je između ostalog navedeno, da je program bio ponuđen po ceni od 388 604 Evra, uključujući i obuku četveročlanog tima.
Iako iz dokumenata jasno proizilazi, da je sklapanje posla bilo potvrđeno od strane ministarstva unutrašnjih poslova Egipta, kupovina programa nikada nije zvanično potvrđena.

### Nagrada velikog brata 2012
Ne samo zbog ambicija, da se program za nadgledanje prodaje zemljama kao što je to bio Egipat, već zbog osnovnog zadatka programa tzv. daljinskog upada, tj. daljinski upravljanog upada u jedan računar sa ciljem preuzimanja i sakupljanja podataka, proizvođač "Gamma International GmbH" je 2012. godine dobio priznanje "Nagrada Velikog Brata" (engl. Big Brother Award) u kategoriji Tehnika. Na dodeli negativnih nagrada ocenjeno je, da je reklamiranje ove firme jednostavno "zastrašujuće" i da se ovde nagrađuje nešto, čija je proizvodnja, i prodaja privatnim i fizičkim licima, u Nemačkoj ilegalna.

### Žalba pred OECD-om
6. Februara 2013. godine je istovremeno, u Nemačkoj i Velikoj Britaniji pred Organizacijom za ekonomsku saradnju i razvoj (engl. OECD). pokrenut žalbeni postupak protiv dve firme "Gamma Group"-e, koje proizvode FinFišer, kao i protiv Trovicor-a Podnosioci žalbe su Privacy International, Reporteri bez granica (engl. Reporters Without Borders), Bahreinski centar za ljudska prava (engl. BCHR), Bahrain Watch (BW) kao i Evropski centar za ustavna i ljudska prava (engl. ECCHR). Optužba je glasila: "Gama je povredila osnovne OECD-Principe". Drugim rečima, kompanije ne bi smele, ni direktno, ni indirektno, da doprinose povredi ljudskih prava.
Britanski ogranak OECD-a je 24. Juna 2013. godine usvojio žalbu protiv "Gamma Group"-a.

## Kupovni aranžmani od strane nemačke savezne vlade
Nemačka savezna vlada je u Maju 2013. godine, preko saradnika grupacije, firme "Elman GmbH", za sopstvene potrebe kupila 10 korisničkih licenci po ceni od 147 000 Evra, pri čemu su se iz razloga važećih pravnih okvira, na programu morala izvršiti dodatna podešavanja.

## Novinski članci
- Bastian Brinkmann, Jasmin Klofta und Frederik Obermaier: Finfisher-Entwickler Gamma - Spam vom Staat, Sueddeutsche 09.02.2013.

## Linkovi
- FinFisher IT Intrusion Архивирано на веб-сајту  (15. октобар 2017) – Zvanična internet prezentacija
- Gamma Group of Companies – Zvanična internet prezentacija
- The Spy Files – Dokumentacija o Gamma International-u na WikiLeaks-u
- GAMMA Архивирано на веб-сајту  (21. фебруар 2014) – Stranica na Buggedplanet-u- Wiki
- ELAMAN Архивирано на веб-сајту  (21. фебруар 2014) – Stranica na Buggedplanet-u- Wiki
- Gamma Group International Limited - ICIJ Offshore Leaks Database

## Dokumentacija
1. ↑  Gamma - Les Ennemis d'Internet Архивирано на веб-сајту  (18. јул 2013), Reporters sans frontières zadnji put provereno 12.07.2013.
2. ↑  Martin J. Münch Архивирано на веб-сајту  (24. фебруар 2014), Buggedplanet.info, zadnji put provereno 12.07.2013.
3. ↑  Félix Portello: FinFisher, un outil d'espionnage gouvernemental retrouvé dans 25 pays Архивирано на веб-сајту  (9. фебруар 2014), Bulletins-electroniques.com 02.04.2013.
4. ↑  Thibault Lescuyer: Droits de l'homme: la responsabilité des logiciels de surveillance Архивирано на веб-сајту  (16. јануар 2014). (fran.) Novethic.fr od 05.05.2013.
5. ↑  Laura Freisberg Finfisher - Trojaner made in München Архивирано на веб-сајту  (22. фебруар 2014), Bayrischer Rundfunk 15.05.2013.
6. ↑  Wikileaks: Remote Monitoring & Infection Solutions: FINSPY, Wikileaks od 02.05.2013.
7. ↑  Wikileaks: Tactical IT Intrusion Portfolio: FINFIREWIRE, Wikileaks od 02.05.2013.
8. ↑  Wikileaks: Remote Monitoring & Infection Solutions: FINFLY USB, Wikileaks od 02.05.2013.
9. ↑  Wikileaks: Remote Monitoring & Infection Solutions: FINFLY ISP, Wikileaks od 02.05.2013.
10. ↑  Wikileaks: IT Intrusion Training Program: FINTRAINING, Wikileaks od 02.05.2013.
11. ↑  Jasmin Klofta: Die Achse des Guten, Ndr.de od 07.03.2013.
12. ↑  British Broadcasting Corporation BBC: UK firm denies 'cyber-spy' deal with Egypt, BBC od 02.05.2013.
13. ↑  The Wall Street Journal: Mideast Uses Western Tools to Battle the Skype Rebellion, The Wall Street Journal od 02.05.2013.
14. ↑  Scribd: Egyptian Interior Ministry Memo and FINFISHER Proposal, Scribd od 02.05.2013.
15. ↑  Laudatio auf der Website der Big Brother Awards Архивирано на веб-сајту  (27. фебруар 2014), 02.07.2013, zadnji put provereno 15.12.2013.
16. ↑  Human rights organisations file formal complaints against surveillance firms Gamma International and Trovicor with British and German governments Архивирано на веб-сајту  (21. фебруар 2014). Englisch. Privacyinternational.org od 03.02.2013.
17. ↑  Großbritannien nimmt OECD-Beschwerde gegen Spähsoftware-Hersteller Gamma an, Netzpolitik.org 24.07.2013
18. ↑  Philipp Alvares de Souza Soares: Was kann der neue Bundestrojaner? In: Die Zeit, 02.05.2013, Nr. 19.